# Універсальний дизайн для навчання

Universal Design for Learning (UDL)

Універсальний дизайн для навчання (англ. Universal Design for Learning, UDL) — педагогічний підхід і рамкова концепція, яка передбачає створення гнучкого навчального середовища для врахування різноманітних потреб усіх учнів. Основна ідея полягає в тому, щоб ще на етапі планування передбачати варіативність у способах подання матеріалу, мотивації до навчання і демонстрації знань.
UDL спрямований на зменшення бар’єрів у процесі освіти та забезпечення інклюзії. Концепція застосовується у школах, закладах вищої освіти та в корпоративному навчанні. Наприклад, у США UDL згадується в федеральному законодавстві (IDEA 2004, HEOA 2008) і визнається науково обґрунтованим підходом до проєктування навчання.

## Історія
Ідея універсального дизайну виникла в архітектурі у 1980-х роках (зокрема, її популяризував Рональд Мейс), як принцип проєктування простору доступного для всіх. На початку 1990-х дослідники Центру прикладних спеціальних технологій (англ. Center for Applied Special Technology, CAST) під керівництвом Девіда Роуза та Енн Маєр застосували ці принципи до навчального середовища.
Вони інтегрували ідеї універсального дизайну з досягненнями в когнітивній науці та цифрових технологіях. Так виник термін Universal Design for Learning, що набув поширення з другої половини 1990-х. Згодом концепцію було включено до законодавства США (англ. Individuals with Disabilities Education Act, 2004; англ. Higher Education Opportunity Act, 2008) і рекомендовано ЮНЕСКО для впровадження в рамках інклюзивної освіти.

## Принципи
Згідно з рамкою UDL, для підтримки всіх учнів слід забезпечити гнучкість у трьох основних напрямах:
- Різні способи залучення (engagement) — мотивація, інтерес, саморегуляція. Наприклад, надання учням вибору завдань або тем, підтримка наполегливості через зворотний зв’язок.
- Різні способи представлення (representation) — подання інформації різними каналами: текстом, відео, аудіо, схемами, субтитрами.
- Різні способи дії та вираження (action and expression) — можливість для учнів демонструвати знання письмово, усно, у форматі презентації, відео тощо.

Ці принципи відображають функціонування трьох нейронних мереж у мозку: афективної (мотивація), розпізнавальної (сприйняття) та стратегічної (виконання завдань).

## Застосування
UDL застосовується у практиці загальної та спеціальної освіти. Приклади:
- учням дозволяють обирати формат виконання завдання (есе, подкаст, відео);
- використовуються гнучкі простори — тихі зони, місця для групової роботи, візуальні органайзери;
- надаються адаптивні ресурси: шрифт, колір, аудіопідтримка, субтитри;
- використовуються технології (екрани читання, диктування, текст-у-мову).

### Приклади з української освіти
В Україні елементи універсального дизайну для навчання активно впроваджуються в межах реформи Нова українська школа (НУШ). Міністерство освіти і науки України в методичних рекомендаціях наголошує на необхідності врахування принципів UDL при створенні інклюзивного освітнього середовища.
У багатьох українських школах застосовуються цифрові інструменти (Google Workspace, ClassDojo, LearningApps), які дають змогу створювати варіативні завдання та мультимодальні презентації знань. 
Відомі практики українських учителів, зокрема в межах спільнот EdCamp Ukraine, демонструють ефективне поєднання UDL із підходами змішаного навчання. Наприклад, у Львівській області вчителі запровадили вільний вибір тем учнями для проектної роботи, можливість проходження тестів як онлайн, так і у вигляді квестів, або створення відео замість письмових відповідей.
В окремих громадах (наприклад, у Дніпрі, Харкові та Києві) створено інклюзивно-ресурсні центри, які надають педагогам консультації щодо впровадження принципів UDL.

## Вплив
UDL сприяє підвищенню інклюзивності освіти, полегшуючи навчання як учням з інвалідністю, так і всім іншим. Підхід також формує у здобувачів риси «експертного учня» — здатного до рефлексії та саморегуляції навчання.
UDL визнається науково обґрунтованим і таким, що базується на доказах. Зокрема, його рекомендовано ЮНЕСКО, Європейською комісією та OECD як складову інклюзивної освітньої політики.

## Критика
Деякі дослідники зазначають, що емпіричне підтвердження ефективності UDL поки що обмежене. Застосування принципів на практиці потребує часу, ресурсів та методичної підтримки. Також існують побоювання, що UDL може перетворитись на надмірну формалізацію освітнього процесу, якщо реалізується як перелік обов’язкових дій без контексту.